# Жан II де Крой
Жан II де Крой (фр. Jean II de Croÿ; ок. 1395 — 25 марта 1473, Валансьен), граф де Шиме, сеньор де Тур-сюр-Марн и Сампи — бургундский военачальник, государственный деятель и дипломат, советник и камергер герцога Бургундского, великий бальи и капитан-генерал Эно, губернатор графства Намюрского и герцогства Люксембург, основатель линии Крой-Шиме дома де Крой.

## Биография
Седьмой сын Жана I де Кроя и Марии де Кран, и четвертый из выживших.
Начал военную службу в правление бургундского герцога Жана Бесстрашного, как оруженосец Филиппа Доброго.
В 1422 году от имени герцога принял во владение город Сен-Рикье. В 1429 году вместе с сирами Бримё и Шатийоном безуспешно оборонял Шато-Тьерри от войск Жанны д'Арк. Посвящён в рыцари герцогом Бедфордом на поле битвы при Санлисе, где отличился и был ранен в ногу.
При создании ордена Золотого руна в январе 1430 в Брюгге, вместе со старшим братом Антуаном де Кроем вошел в число первых 24 рыцарей.
В том же году вместе с братом и отрядом из 8000 человек отразил нападение льежцев на Намюр, где тогда же стал губернатором.
В 1433 году удостоился высокой чести, вместе с графом Неверским и Агнесой Бургундской, графиней де Клермон, быть восприемником при крещении сына герцога — будущего Карла Смелого.
В том же году командовал авангардом бургундской армии, выступившей из Фландрии в Бургундию, чтобы остановить продвижение войск Карла VII, опустошавших герцогство.
В 1433/1434 году Жан де Крой сменил Гийома де Лалена в должности великого бальи и капитан-генерала Эно.
21 октября 1435 гарнизон Эперне сдал ему город за 2000 золотых салютов (saluts d'or), которые Жан де Крой заставил выплатить жителей Реймса.
В следующем месяце был направлен послом к французскому королю для ратификации Аррасского договора, состоявшейся 11 декабря в Туре. До этого участвовал в предварительных переговорах с французами в Невере.
Ужасы войны привели к народному возмущению в Амьене, которое было жестоко подавлено де Кроем. В следующем году герцог собрал армию для осады Кале, но фламандские ополченцы отказались служить дольше положенного срока, и разошлись по домам, проигнорировав просьбы Филиппа. Заодно они обвинили де Кроя, одного из вдохновителей этого похода, противоречившего интересам Фландрии, в получении денег от англичан. В результате Жану пришлось спасаться бегством от разъяренных солдат и тайком пробираться в свое наместничество в Эно.
Вскоре ему пришлось созвать всю знать провинции, и всех военнообязанных для отражения нападений живодеров, отмечавших свои грабительские рейды опустошениями и пожарами. С большим трудом, благодаря подкреплениям, направленным герцогом Бургундским, к 1439 году удалось поставить заслон на пути разбойничьих армий.
В 1438 году, после взятия Кротуа, Жан де Крой вместе с сеньорами де Бримё и де Нуайелем собрал бан и арьербан Пикардии для осады цитадели, где засели англичане. Возведя напротив крепости бастиду, он поместил туда шесть или семь сотен стрелков, но коммунальное ополчение разбежалось при известии о приближении значительной английской армии, которую Джон Талбот вел из Руана. Три бургундских сеньора спешно сняли осаду и бежали из лагеря с остатками войск.
В 1448 году участвовал в посольстве к королю в Париж, для улаживания накопившихся между Францией и Бургундией разногласий. В мае 1451 вместе с Жаком де Лаленом он был направлен послом к королям Франции и Арагона для обсуждения планов крестового похода на турок.
По возвращении из миссии принял, вместе с графом де Сен-Полем, командование войсками графства Намюр и Люксембурга, собранными в 1452 году для борьбы с Гентским восстанием.
В кампанию 1453 года штурмом овладел городом Граммон, затем деблокировал осажденный мятежниками Ауденарде. Командуя тяжеловооруженными всадниками и стрелками графства Эно, внес значительный вклад в победу в кровопролитном Гаврском сражении 22 июля 1453.
В том же году сменил погибшего в этой битве Корнелия Бургундского на посту губернатора герцогства Люксембург, завоеванного бургундцами в 1443 году. Организовал оборону от нападений, предпринимавшихся гарнизоном Тионвиля, одного из городов короля Сицилийского.
В 1454 году был среди сеньоров, давших клятву фазана. Отправляясь на рейхстаг в Регенсбург, Филипп Добрый оставил Жана в составе совета, приданного юному графу де Шароле.
В 1456 году изгнал отряды немецких наемников, грабившие Люксембург. В том же году Жан де Крой, около этого времени начавший именоваться сеньором де Шиме, был направлен во Францию во главе посольства, представившего 27 ноября в Сен-Семфорьен д'Озоне объяснения герцога по поводу предоставления убежища дофину Людовику, и пытавшегося примирить короля с сыном.
Еще одну подобную миссию выполнил в 1458 году, в качестве представителя герцога Бургундского в Вандоме на процессе герцога Алансонского, в помиловании которого Филипп Добрый был весьма заинтересован.
В 1459 году вместе с герцогом и дамой фон Равенштейн был восприемником при крещении Жоашена Французского, старшего сына дофина, родившегося 27 июля в Намюре. В это время он вернулся из посольства в Италию на Мантуанский собор, куда ездил вместе с герцогом Клевским и другими сеньорами для обсуждения крестового похода и конфликтов с Францией.
В 1462 году был послан к Людовику XI с жалобами на узурпацию суверенных прав, совершенную этим королем (Людовик потребовал у всех вассалов, включая герцога Бургундского, предоставить помощь против Эдуарда IV, и Филипп, отказывавшийся приносить оммаж за свои владения, опротестовал и это требование).
По словам Жоржа Шателена, французский король в запале бросил сеньору де Шиме: «Да что он за человек такой, этот герцог Бургундский? Он что, другой природы, или из другого металла, чем все прочие принцы и сеньоры королевства?» Жан де Крой, которого бургундский хронист называет «красноречивым и мудрым рыцарем», ответил на это: «Да, сир, он из другого металла, ибо он вас защитил и поддержал против воли короля Карла, вашего отца, и против мнения всех тех, кто вам противостоял в королевстве, и ни один принц или сеньор не посмел ничего с этим поделать».
Людовик не сумел на это возразить и удалился в свои покои. Граф Дюнуа, удивленный подобной вольностью речей бургундского посланника, спросил у де Кроя, как тот посмел так разговаривать с государем? Сеньор де Шиме нашел ответ и на это, сказав: «Если бы я даже был в пятидесяти лье отсюда, и знал, что король только имеет намерение обратить ко мне подобные слова, то поспешил бы вернуться и высказал бы ему все то же самое».
В 1464 году, после смерти Пия II, поставившей под вопрос крестовый поход, Жан де Крой на совете герцога высказался против экспедиции, и его мнение перевесило доводы епископа Турне, настаивавшего на сборе войск.
В 1465 году назначен шателеном и губернатором Ата.
С приходом к власти Карла Смелого почти на все семейство де Крой обрушилась опала, так как новый герцог обвинял этот род в предательских сношениях с Францией. Помимо той роли, которую Жан и Антуан сыграли в заключении соглашения, возвращавшего города на Сомме королю Франции, ходили слухи, что сеньор де Шиме не прочь сменить должность наместника графства Намюрского на положение суверенного правителя этой провинции.
Антуан Великий, Жан де Крой и его сын Филипп де Кьеврен бежали во Францию, но уже в следующем году сеньор де Шиме получил прощение. В 1473 году в Брюгге Карл Смелый возвел в ранг графства землю Шиме, приобретенную Жаном у сеньора де Морёя. В жалованной грамоте сообщалось, что это сделано в рассуждение его действий в период изгнания.
Жан де Крой умер в Валансьене, и был погребен в Шиме в коллегиальной церкви, в капелле Святой Барбары.

## Семья
Жена (20.11.1428): Мария де Лален (1405—20.01.1474), дама де Кьеврен, дочь Симона III (VI) де Лалена, сеньора де Кьеврен, и Изабо де Барбансон
Дети:
- Филипп де Крой (11.1434—18.09.1482), граф де Шиме. Жена (контракт 9.02.1453): Вальбурга фон Мёрс унд Саарведен (1440—1483), графиня фон Мёрс, дочь графа Винцента фон Мёрс и пфальцграфини Анны фон Зиммерн
- Жак де Крой (ок. 1436—15.08.1516), епископ и 1-й герцог Камбре
- Мишель де Крой (ум. 4.07.1516), сеньор де Сампи. Жена: Элизабет ван Ротселар (ум. 1529), госпожа ван Первейс и Дюффел, дочь Яна ван Ротселара и Клеманс де Бушо
- Оливье де Крой (уп. 1465). Рыцарь-иоаннит
- Жаклин де Крой. Муж (7.10.1463): Жан IV де Нель, сеньор д'Офемон (ум. после 1475)
- Изабо де Крой. Муж (7.10.1463): Филипп де Ваврен (ум. 1500)
- Жанна де Крой, аббатиса в монастыре кордельеров в Париже
- Катрин де Крой. Муж (ранее 15.08.1475): Адриен де Бримё (ум. 1515), сын Ги де Бримё. Убит при Мариньяно
- Антуан де Крой (ум. малолетним)
- Шарль де Крой (ум. малолетним)
- Жан де Крой (ум. малолетним)
- Жанна де Крой (ум. малолетней)